# Alvis Salamander
Alvis Salamander là một mẫu xe cứu hỏa sân bay sử dụng hệ dẫn động sáu bánh toàn thời gian, xe có khả năng hoạt động trên mọi địa hình và được phát triển vào năm 1956.
Salamander được phát triển dựa trên khung gầm hệ sáu bánh dẫn động của Alvis và được chia sẻ nhiều bộ phận với xe bọc thép FV 601 Saladin cũng như xe bọc thép chở quân FV 603 Saracen. Từ đó, thiết kế này trở thành nền tảng cho sự ra đời của FV 620 Stalwart, một loại xe chở hàng quân sự được phát triển từ Salamander.
Chiếc xe được trang bị động cơ Rolls-Royce B81 8 xi-lanh thẳng hàng với dung tích 6.515 xentimét khối (397,6 in khối), cho ra công suất 211 mã lực phanh (157 kW) tại 4.000 vòng/phút và mô-men xoắn lên tới 340 pound foot (461 N⋅m) tại 2.500 vòng/phút.
Trang thiết bị chữa cháy do công ty The Pyrene Company Limited cung cấp. Xe có khả năng tạo ra 34,100 lít bọt chữa cháy mỗi phút và có thể chở được một kíp lái 6 người.
Tổng cộng có 125 chiếc Salamander được sản xuất, biên chế cho Không quân Hoàng gia Anh (dưới tên gọi Alvis Salamander/Pyrene Mark 6) và Không quân Hoàng gia Canada. Bắt đầu từ cuối thập niên 1970, chúng dần được thay thế bằng các phương tiện hiện đại hơn, ví dụ như Thornycroft Nubian Pyrene Mark 7.